# جمعية ميريلاند العامة
الجمعية العامة لولاية ميريلاند (بالإنجليزية: Maryland General Assembly)‏ هي هيئة تشريعية ولائية لولاية ميريلاند الأمريكية التي تعقد داخل مقر الولاية في أنابوليس. وهي هيئة ذات مجلسين: مجلس الشيوخ في ولاية ميريلاند، يضم 47 ممثلا، و مجلس النواب في ميريلاند، يضم 141 ممثلا. ويخدُم أعضاء المجلسين مدة أربع سنوات. وينتخبُ كل مجلس أعضاء مكتبه، ويتولاه قضاة مؤهلون وينتخب أعضائه، ويضع قواعد لإدارة أعماله، ويجوز له أن يعاقب أو يطرد أعضائه.
وتجتمع الجمعية العامة كل عام لمدة 90 يوما للعمل على أكثر من 2300 مشروع قانون بما في ذلك الميزانية السنوية للولاية. وعقدت الدورة 437 للجمعية العامة في 11 يناير 2017.